# Músico de estudio
Se denomina músico de estudio (más raro encontrar el término "músico de sesión" que es un anglicismo) a la persona contratada esporádicamente para realizar actuaciones en vivo o para sesiones de grabación en un estudio, diferenciándose de los miembros permanentes de un grupo. El término se utiliza habitualmente en relación con la música contemporánea como el rock, jazz, country o pop, aunque también puede utilizarse en música clásica.

## Términos y uso

### Uso moderno
Un músico de estudio puede trabajar tanto como artista independiente o de manera en exclusiva para estudios de grabación, a veces para un único estudio o sello discográfico.
El músico de estudio debe ser versátil y capaz de trabajar en equipo, dándose con frecuencia el caso de tener que actuar con músicos que no se conocen entre sí y procedentes de distintos entornos.
Los músicos de estudio son contratados en cualquier situación en que se necesite su talento musical por períodos determinados, que pueden fluctuar entre unas pocas horas y varios meses. Algunos ejemplos son:
- En un estudio de grabación, proporcionando acompañamiento para anuncios publicitarios, música de películas o programas de televisión.
- Para dar acompañamiento instrumental o vocal en estudio o en directo a artistas o grupos consolidados.
- Para reemplazar temporalmente a algún integrante de un grupo.
- Para proporcionar instrumentos o voces adicionales cuando un grupo los requiera.
- En grupos de teatro.[2]

## Principales exponentes

### Primera generación
- Steve Gadd (1.392 álbumes)[3]
- Bernard Purdie (855 álbumes)[4]
- Larry Carlton (1.104 álbumes)[5]
- Anthony Jackson (901 álbumes)[6]
- Leland Sklar (833 álbumes)[7]
- Harvey Mason (1.430 álbumes)[8]
- David Hungate (892 álbumes)[9]

### Segunda generación
- Steve Jordan (671 álbumes)[10]
- Vinnie Colaiuta (1.261 álbumes)[11]
- Nathan East (1.316 álbumes)[12]
- Lenny Castro (1.343 álbumes)[13]
- Jeff Porcaro † (1050 álbumes)[14]
- Simon Phillips (644 álbumes)[15]
- Steve Lukather (1.477 álbumes)[16]
- David Paich
- Mike Porcaro †

### Tercera generación
- Marcus Miller
- Pino Palladino
- Dave Weckl
- Omar Hakim
- Dennis Chambers
- Darryl Jones

### Contemporáneos
- Abraham Laboriel
- Tal Wilkenfeld
- Shannon Forrest
- Keith Carlock